# Ondes Martenot

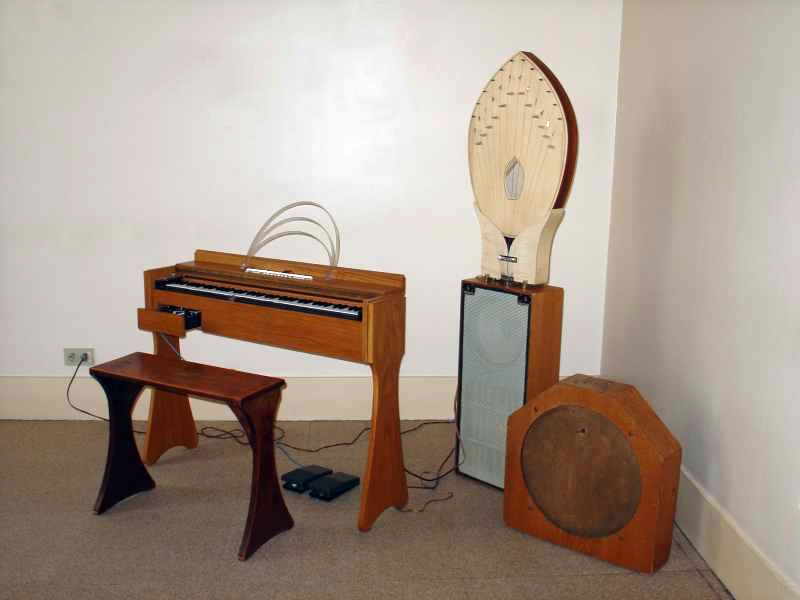
Ondes Martenot

Die Ondes Martenot (Plural; französisch für „Martenot-Wellen“; bei ihrer Vorstellung im Jahr 1928 Ondes Musicales, „Musikalische Wellen“ genannt) sind ein monophones elektronisches Musikinstrument.

## Beschreibung
Das Instrument wurde von seinem Namensgeber, dem französischen Musikpädagogen und Radioamateur Maurice Martenot, erfunden, angeregt durch ein Treffen mit dem Erfinder des Theremin, Lev Sergejewitsch Termen, im Jahr 1923. Wie das Theremin beruhen auch die Ondes Martenot auf dem Prinzip des Schwebungssummers, dessen Klang mit elektronischen Filtern verändert werden kann. Das elektronische Tasteninstrument mit sieben Oktaven Umfang wird mit der rechten Hand über ein Manual oder mittels eines Ringes (Glissandi) gespielt, während gleichzeitig mit der linken Hand Dynamik und Klangfarbe gesteuert werden können. Der Ring für Glissandi sitzt auf einem Draht, der parallel zur Tastatur geführt ist. Auf frühen Versionen des Instruments wird die Tonhöhe nur über den Ring gesteuert, die Tastatur diente allein zur visuellen Orientierung. Mit der linken Hand kann der Spieler die Lautstärke regeln und durch Filter die Klangfarbe beeinflussen.
Von den frühen Instrumenten der elektronischen Musik gilt es als dasjenige, das am weitesten verbreitet war. Es wurde von bedeutenden Komponisten besonders aus Frankreich verwendet, unter anderem von Olivier Messiaen, Darius Milhaud, Arthur Honegger, André Jolivet, Charles Koechlin und Edgar Varèse. In die Filmmusik hielt das Instrument Einzug durch Komponisten wie den Franzosen Maurice Jarre oder den US-Amerikaner Elmer Bernstein. Die handwerkliche Serienproduktion wurde 1968 eingestellt, erst 2001 wurde wieder ein erstes Instrument nach alten Vorgaben gebaut.

## Beispiele für die Verwendung der Ondes Martenot

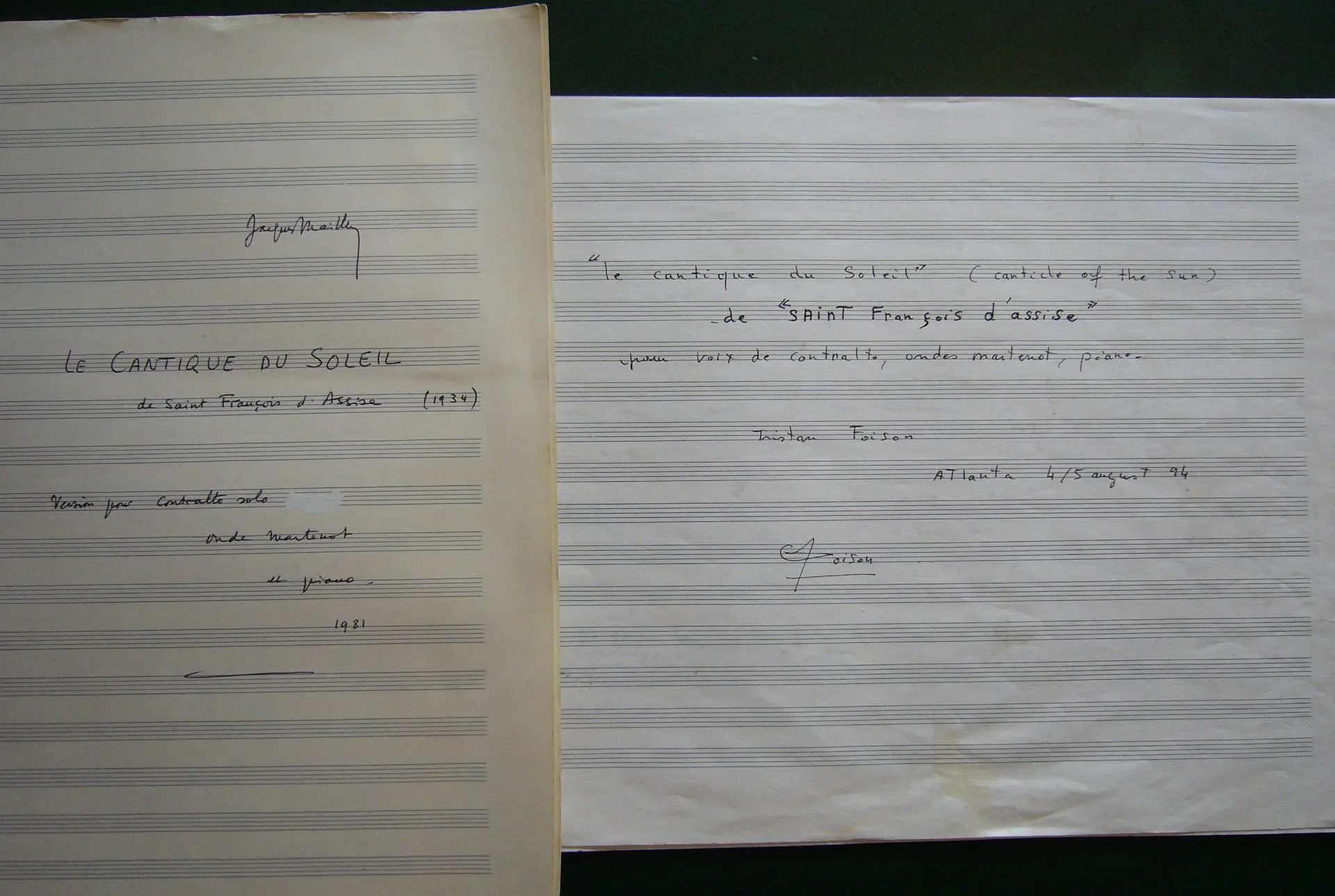
Titelseiten der autographen Partituren der Komposition „Cantique du soleil“ von Jacques Chailley (links) und Tristan Foison (rechts)

- Eine der frühsten Verwendungen des Ondes Martenot findet sich in Jacques Chailleys Cantique du soleil für Altstimme und Ondes Martenot Quartett aus dem Jahr 1934 auf einen Text von Franz von Assisi.[1] Das Werk wurde in den 1990er Jahren vom französischen Musiker Tristan Foison in betrügerischer Absicht kopiert und erhielt seine US-Premiere unter dessen Namen.[2]
- In der Oper Saint François d’Assise verwendet Olivier Messiaen im Orchester drei Ondes Martenot (weiträumig verteilt), in seiner Turangalîla-Sinfonie setzte er die Ondes Martenot als konzertierendes Soloinstrument ein, des Weiteren auch in seinen Trois petites liturgies de la présence divine.
- Edgar Varèse setzte die Ondes Martenot in seinen Stücken Ecuatorial (revidierte Fassung, vorher Theremincello) und Nocturnal ein.
- Im dramatischen Oratorium Jeanne d’Arc au bûcher von Arthur Honegger spielen Ondes Martenot eine wichtige Rolle. (Honegger war einer der ersten Komponisten, die diesem Instrument Platz im Orchester gaben).
- Für die Musik zu dem Film Lawrence von Arabien nutzte der Komponist Maurice Jarre neben konventionellen Instrumenten auch die Klänge der Ondes Martenot. Weitere Filme mit prägnanten Ondes-Martenot-Soli sind z. B. Das Milliarden-Dollar-Gehirn (Musik von Richard Rodney Bennett), Ghostbusters, Mein linker Fuß (letztere beide von Elmer Bernstein vertont).
- In der Rockmusik wurden die Ondes Martenot in jüngster Zeit von der britischen Band Radiohead (Alben Kid A, Amnesiac, Hail to the Thief) eingesetzt. Gespielt wird das Instrument hierbei von Jonny Greenwood, der es auch in seinen Filmmusiken zu Bodysong und There Will Be Blood zum gleichnamigen Film einsetzte.
- Der französische Komponist Yann Tiersen wurde auf mehreren Alben sowie bei Konzerten von  Christine Ott auf den Ondes Martenot begleitet.
- Auf Bryan Ferrys As Time Goes By wurden auf einigen Stücken Ondes Martenot gespielt.
- Der belgische Chansonnier Jacques Brel setzte wiederholt die Ondes Martenot als Begleitinstrument ein, so auch in seinen bekannten Chansons Ne me quitte pas und Le Plat Pays.
- Auf Tucker Zimmermans LP Over here in Europe von 1974 spielt Tristan Murail das Ondes Martenot.
- Vertonung Stummfilm Mein Persienflug  1928 von Walter Mittelholzer an den Solothurner Filmtagen 2024 mit Flo Kaufmann (Ondes Martenot) und Marco Giacomoni (Gitarre, Cornet).

## Spieler der Ondes Martenot
- Thomas Bloch
- Christine Ott
- Jonny Greenwood
- Jeanne Loriod
- Valérie Hartmann-Claverie
- Cynthia Millar
- Suzanne Binet-Audet
- Janine de Waleyne
- Flo Kaufmann[3]